# Tossal Redó (Godall)
El Tossal Redó és una muntanya de 356 metres que es troba entre els municipis de Godall i d'Ulldecona, a la comarca catalana del Montsià.